# Jardín Botánico Zilker

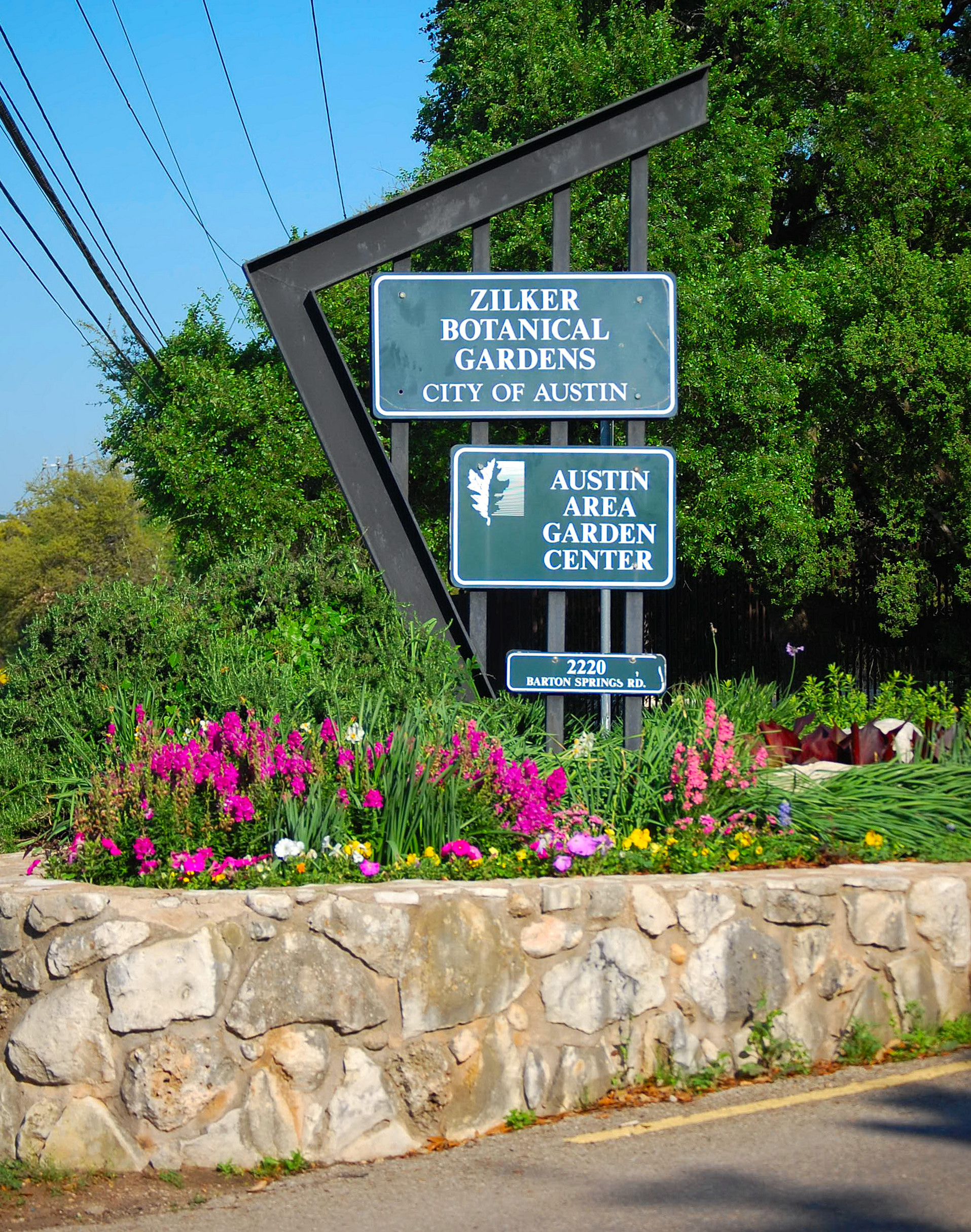
Entrada del Jardín Botánico Zilker.

El Jardín Botánico Zilker (en inglés: Zilker Botanical Garden) es un jardín botánico de 31 acres (unos 125.500 m²) de extensión ubicado en Austin, Texas (Estados Unidos), y especializado en plantas de la zona.

## Localización
El jardín botánico se ubica en Austin en una zona de una topografía variada en la ribera sur del río Colorado, cerca del centro de la ciudad de Austin.
Zilker Botanical Garden, 2220 Barton Springs Road Austin, Travis County, Texas, United States of America-Estados Unidos de América.30°15′49″N 97°46′36″O / 30.26361, -97.77667

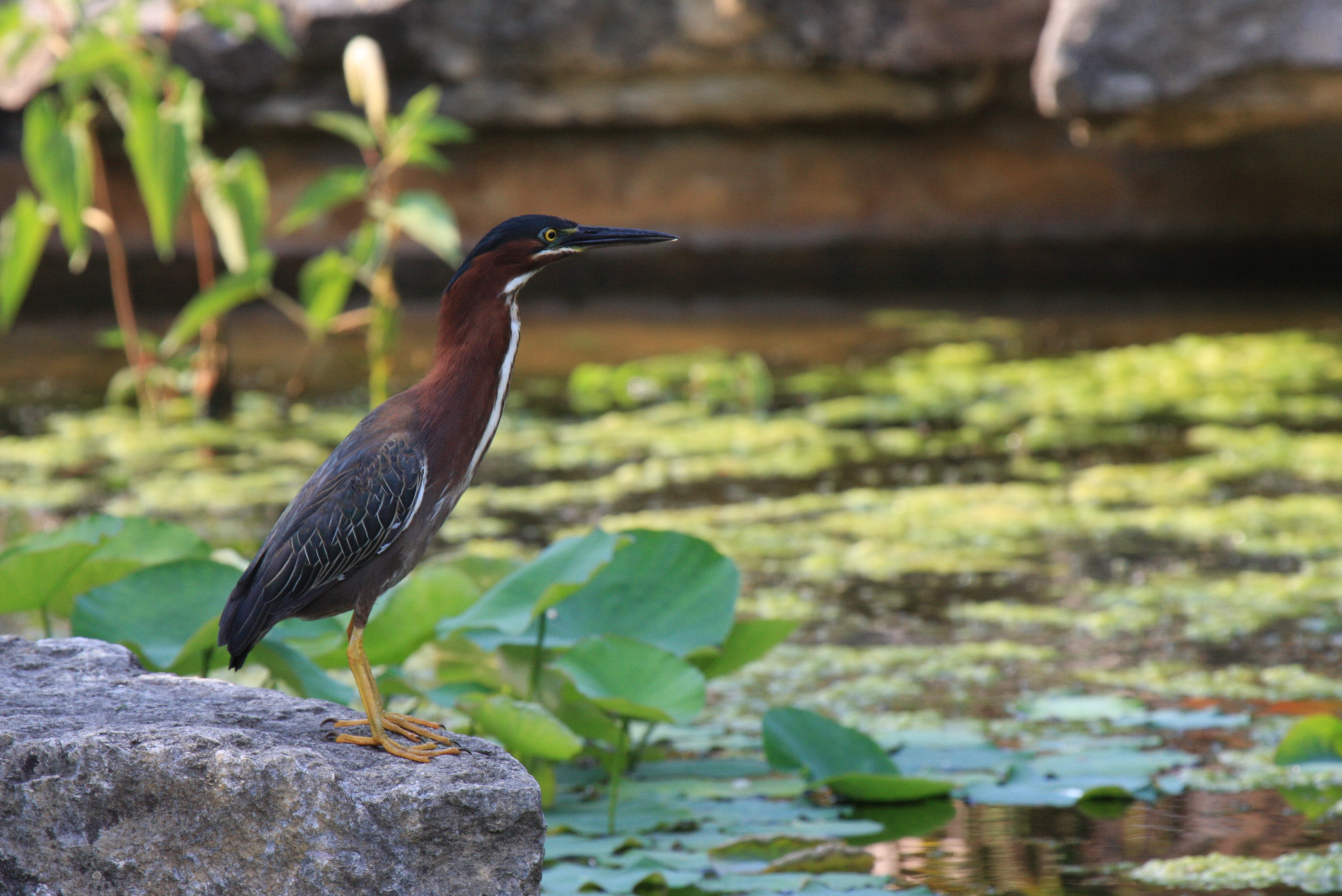
Green Heron-garcita verde(Butorides virescens) en el Jardín Prehistórico del Jardín Botánico Zilker.

## Historia
El jardín fue creado como una organización sin ánimo de lucro en 1955, siendo el eje central del Zilker Park.   

## Colecciones
Ofrece varios jardines mantenidos independientemente, cada uno de ellos con un enfoque particular:
- City of Austin's Green Garden (Jardín Verde de la Ciudad de Austin)
- Cactus and Succulent Garden (Jardín de Cactus y Suculentas)
- Hartman Prehistoric Garden (Jardín Prehistórico Hartman) En 1992 un paleontólogo amateur descubrió un rastro de más de 100 huellas preservadas de seis o siete reptiles prehistóricos, junto con los restos fósiles de una antigua tortuga dentro del Zilker Park.

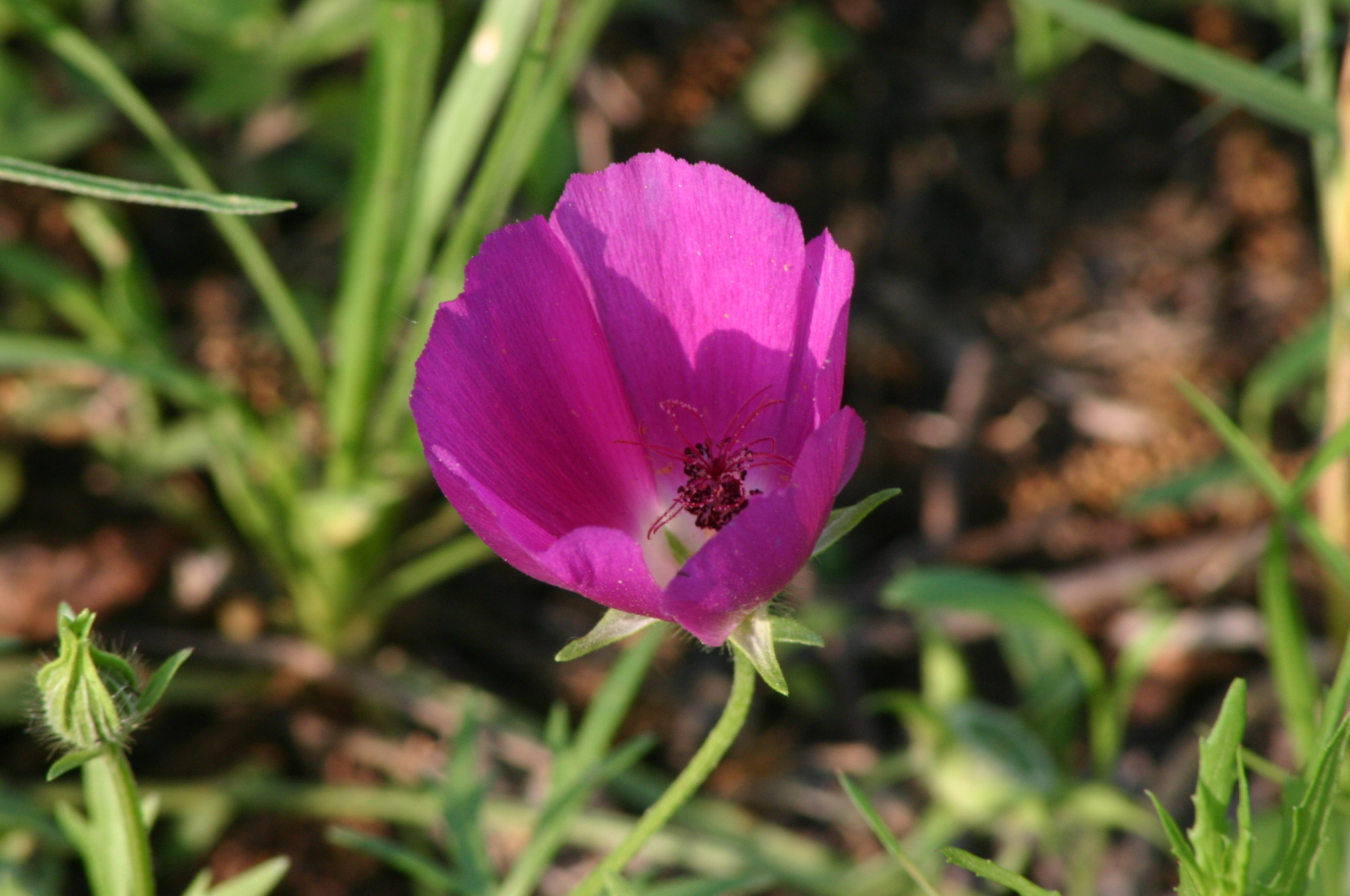
Winecup-Copa de Vino (Callirhoe involucrata) especie del área.

Comenzaron inmediatamente a estudiar los mejores medios de preservar las pistas. Los trazaron y les hicieron moldes y entonces los volvieron a enterrar para prevenir el deterioro adicional debido a la exposición a los elementos. Se produjo un impulso importante de financiación y ayudaron muchos voluntarios para desarrollar el sitio y 2 acres (8,100 m²) alrededor del hábitat cretácico. Las  plantas elegidas para poblar el jardín son las que se creen que en ese entonces existían junto a los dinosaurios que transitaban por esta zona, incluyendo helechos, equisetos, hepáticas, cycas, coníferas, ginkgos, además de magnolias y palmas. Más de 100 especies están cuidadosamente distribuidas a lo largo del área. Una escultura de tamaño natural del Ornithomimus, la especie de dinosaurio que se cree pudo haber impreso sus huellas en las pistas, se encuentra situada en el centro de los jardines.

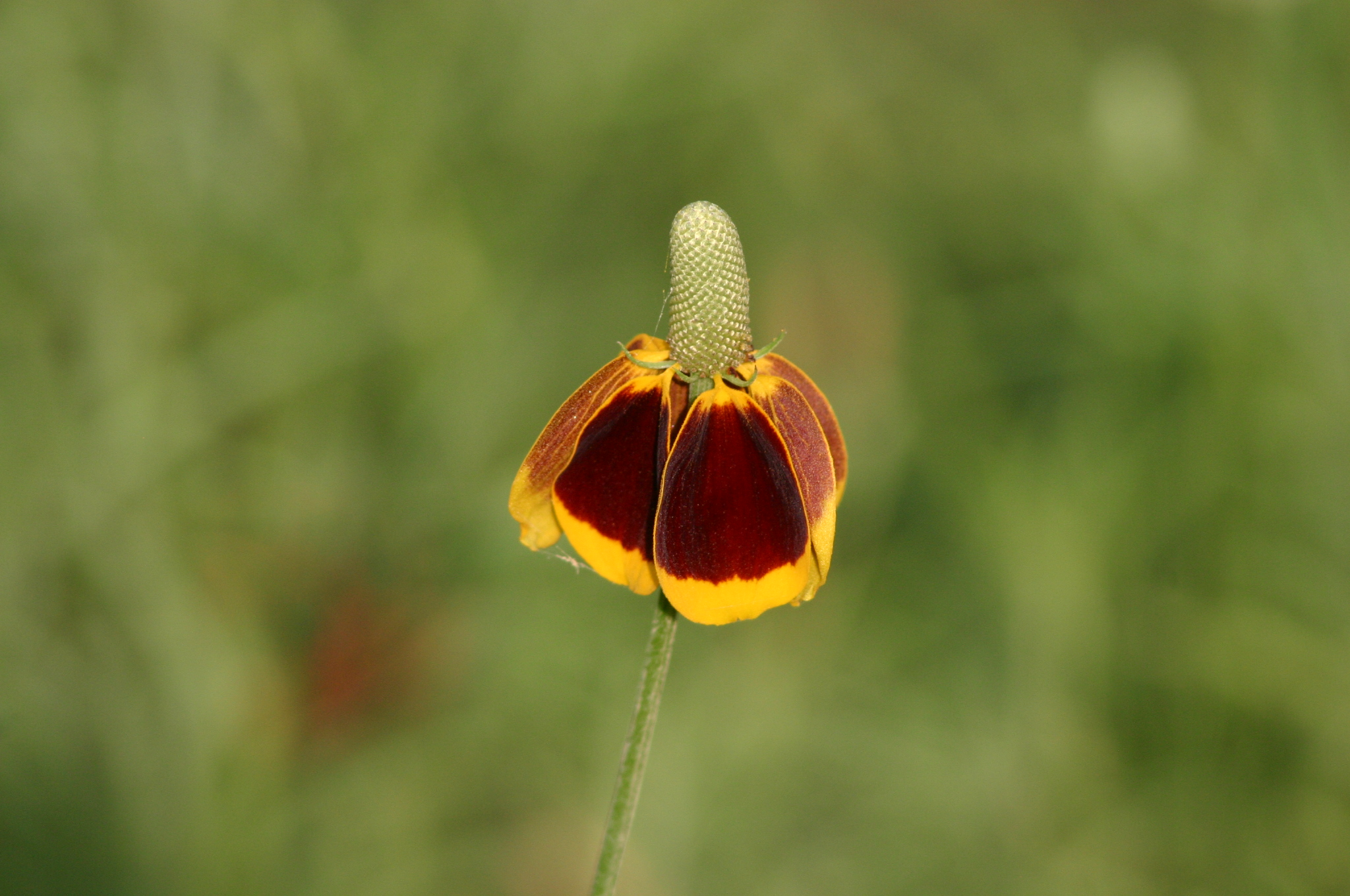
Mexican Hat-sombrero mexicano(Ratibida columnifera) planta silvestre de la zona de Austin.

- Herb and Fragrance Garden (Jardín de Hierbas y Fragancias).
- Isamu TaniguchiI Oriental Garden (Jardín Oriental Isamu TaniguchiI).
- Mabel Davis Rose Garden (Rosaleda Mabel Davis).
- Doug Blachly Butterfly Trail and Garden (Jardín y Sendero de Mariposas Doug Blachly).
- Pioneer Village (Pueblo de los Pioneros).